# Aranoethra butleri
Aranoethra butleri är en spindelart som beskrevs av Pocock 1899. Aranoethra butleri ingår i släktet Aranoethra och familjen hjulspindlar. Inga underarter finns listade i Catalogue of Life.